# Jack Curnow
Jack L. Curnow (31 tháng 1 năm 1910 – sau 1945) là một cầu thủ bóng đá người Anh. Là một thủ môn, ông thi đấu ở Football League cho Wolves, Tranmere Rovers và Hull City.